# ЖНБЛ в сезоне 2008/2009
Сезон ЖНБЛ 2008/2009 — 29-й сезон женской национальной баскетбольной лиги (ЖНБЛ), по окончании которого чемпионом, в шестой раз, стал клуб «Канберра Кэпиталз». С этого сезона в финальные игры вновь стали выходить по пять команд.
В регулярном чемпионате приняло участие десять клубов, столько же сколько и в прошлом, но в межсезонье всё же произошли изменения. Сначала в марте был ликвидирован клуб «Крайстчерч Сайренс», а затем в апреле 2008 года была образована команда «Логан Тандер». Он стартовал 3 октября встречей между командами «Таунсвилл Файр» и «Перт Линкс», в которой «Файр» сокрушили своего соперника со счётом 90:65. Регулярное первенство в этом сезоне завершилось 21 февраля, MVP которого была признана форвард команды «Таунсвилл Файр» Рохани Кокс. Наставник клуба «Буллин Бумерс», Шерил Чемберс, была признана тренером года, а Сара Грэм из команды «Логан Тандер» — новичком года. Официально же турнир 2008/2009 годов закончился 13 марта, когда команда «Канберра Кэпиталз» в бескомпромиссной борьбе обыграла в финальной игре клуб «Буллин Бумерс» со счётом 61:58, а MVP финала была признана защитник «Кэпиталз» Натали Хёрст.

## Регулярный чемпионат
И = Игр, В = Выигрышей, П = Поражений, П% = Процент выигранных матчей
| Регулярный сезон |                               |    |    |    |      |
| #                | Команда                       | И  | В  | П  | П%   |
| 1                | Канберра Кэпиталз             | 22 | 19 | 3  | 86,4 |
| 2                | Буллин Бумерс                 | 22 | 17 | 5  | 77,3 |
| 3                | Таунсвилл Файр                | 22 | 16 | 6  | 72,7 |
| 4                | Аделаида Лайтнинг             | 22 | 15 | 7  | 68,2 |
| 5                | Бендиго Спирит                | 22 | 14 | 8  | 63,6 |
| 6                | Сидней Юни Флэймз             | 22 | 9  | 13 | 40,9 |
| 7                | Данденонг Рейнджерс           | 22 | 7  | 15 | 31,8 |
| 8                | Логан Тандер                  | 22 | 7  | 15 | 31,8 |
| 9                | Перт Линкс                    | 22 | 4  | 18 | 18,2 |
| 10               | Австралийский институт спорта | 22 | 2  | 20 | 9,1  |

## Финалы
Перед началом полуфинальных матчей клубы, занявшие в турнирной таблице четвёртое и пятое места, разыграли в так называемом финале устранения последнюю путёвку в финальные игры сезона, в котором 25 февраля команда «Аделаида Лайтнинг» переиграла клуб «Бендиго Спирит» со счётом 81:73.
| Полуфиналы      | Полуфиналы        | Полуфиналы |  |          | Предварительный финал | Предварительный финал    | Предварительный финал    |                          |                           | Большой финал             | Большой финал             | Большой финал |
| --------------- | ----------------- | ---------- |  | -------- | --------------------- | ------------------------ | ------------------------ | ------------------------ | ------------------------- | ------------------------- | ------------------------- | ------------- |
|                 |                   |            |  |          |                       |                          |                          |                          |                           |                           |                           |               |
| 27 февраля 2009 |                   |            |  |          |                       |                          |                          |                          |                           |                           |                           |               |
| 1               | Канберра Кэпиталз | 60         |  |          |                       |                          |                          |                          |                           |                           |                           |               |
| 2               | Буллин Бумерс     | 52         |  |          |                       |                          |                          |                          |                           |                           |                           |               |
|                 |                   |            |  |          | 6 марта 2009          | 6 марта 2009             | 6 марта 2009             |                          | 13 марта 2009             | 13 марта 2009             |                           |               |
|                 |                   |            |  |          | 2                     | Буллин Бумерс            | 79                       |                          | 1                         | Канберра Кэпиталз         | 61                        |               |
|                 |                   |            |  |          | 3                     | Таунсвилл Файр           | 68                       |                          |                           | 2                         | Буллин Бумерс             | 58            |
| 28 февраля 2009 |                   |            |  |          |                       |                          |                          |                          |                           |                           |                           |               |
| 3               | Таунсвилл Файр    | 91         |  |          |                       |                          |                          |                          |                           |                           |                           |               |
| 4               | Аделаида Лайтнинг | 78         |  | Легенда: | Легенда:              | Посев победившей команды | Посев победившей команды | Посев победившей команды | Посев проигравшей команды | Посев проигравшей команды | Посев проигравшей команды |               |

## Лидеры сезона по средним показателям за игру
| Показатель                       | Игрок           | Команда           | Всего  | Игры | В среднем |
| -------------------------------- | --------------- | ----------------- | ------ | ---- | --------- |
| Очков в среднем за игру          | Рохани Кокс     | Таунсвилл Файр    | 466    | 22   | 21,2      |
| Подборов в среднем за игру       | Эбби Бишоп      | Канберра Кэпиталз | 235    | 22   | 10,7      |
| Передач в среднем за игру        | Кристи Харроуэр | Бендиго Спирит    | 112    | 19   | 5,9       |
| Перехватов в среднем за игру     | Алисия Пото     | Сидней Юни Флэймз | 52     | 21   | 2,5       |
| Блок-шотов в среднем за игру     | Дженнифер Краус | Таунсвилл Файр    | 55     | 22   | 2,5       |
| Процент точных бросков с игры    | Лиз Кэмбидж     | АИС               | 87/139 | 16   | 62,6      |
| Процент точных 3-очковых бросков | Лиза Пардон     | Буллин Бумерс     | 31/68  | 22   | 45,6      |
| Процент точных штрафных бросков  | Деанна Смит     | Перт Линкс        | 87/97  | 17   | 89,7      |

## Награды по итогом сезона
- Самый ценный игрок женской НБЛ: Рохани Кокс, Таунсвилл Файр
- Самый ценный игрок финала женской НБЛ: Натали Хёрст, Канберра Кэпиталз
- Новичок года женской НБЛ: Сара Грэм, Логан Тандер
- Лучший оборонительный игрок женской НБЛ: Алисия Пото, Сидней Юни Флэймз
- Лучший снайпер женской НБЛ: Рохани Кокс, Таунсвилл Файр
- Тренер года женской НБЛ: Шерил Чемберс, Буллин Бумерс

- Сборная всех звёзд женской НБЛ:
  - З Кристи Харроуэр (Бендиго Спирит)
  - З Деанна Смит (Перт Линкс)
  - Ф Рохани Кокс (Таунсвилл Файр)
  - Ф Эбби Бишоп (Канберра Кэпиталз)
  - Ц Дженнифер Краус (Таунсвилл Файр)